# Isaac Alexander Gibbs
Isaac Alexander Gibbs (* 10. September 1849 in London; † 20. Dezember 1889 in Düsseldorf) war ein britischer Maler, der auf Glasmalerei und die Anfertigung von Fayence-Bildern spezialisiert war.

## Leben
Gibbs, jüngster Sohn des Glasmalers Isaac Alexander Gibbs des Älteren (1802–1851) und dessen Frau Jane Eliza Brake (* 1807), Bruder der Glasmaler Charles Alexander Gibbs (1825–1877) und Alexander Gibbs (1832–1886), scheint in den 1860er Jahren zunächst in der Glasmalerei-Werkstatt seines Bruders Alexander gearbeitet zu haben. In den 1870er Jahren gründete er mit William Wallace Howard (* 1856, † nach 1915), dem Sohn eines Bankiers, das Unternehmen I. A. Gibbs & Howard, das Glasmalerei und Fayencen produzierte. Am 5. Mai 1873 heiratete er in der Trinity Church in London-Marylebone Susanna Sarah Minards (1849–1913). Das Paar bekam einen Sohn, der als Kind starb, und zwei Töchter.
1885, im Alter von 36 Jahren, begann Gibbs ein akademisches Studium an der Kunstakademie Düsseldorf. In diesem Jahr ging er in die Elementarklasse von Heinrich Lauenstein, die er bis ins Jahr 1886 besuchte. In den Jahren 1886 und 1887 unterwies ihn Hugo Crola in den Vorbereitungsklassen, 1886 Adolf Schill in der Klasse für Ornamentik und Dekoration. 1887/1888 unterrichtete ihn Peter Janssen der Ältere in der Antiken- und Naturklasse. Die Umstände, die dazu führten, dass Gibbs im Dezember 1889 in Düsseldorf starb, sind nicht bekannt.
Zu Gibbs’ Werken gehören 1874/1875 geschaffene Heiligendarstellungen auf bemalten Fliesen an der Nordwand im Innern der All Saints Church, Margaret Street, London-Soho, und die Glasfenster Christ the Good Shepherd in der Südseite des südlichen Schiffes der Church of St Catherine, Llanfaes, Anglesey.